# United States Memorials
In den Vereinigten Staaten gibt es viele bekannte Denkmäler und Monumente, die an die vergangenen Kriege, politischen Führer und bemerkenswerte Ereignisse der amerikanischen Geschichte erinnern. Eine große Anzahl dieser Denkmäler befindet sich in der Hauptstadt Washington, D.C. 10 der 20 befinden sich im District of Columbia oder in Virginia. Die Bezeichnung United States Memorials ist nicht amtlich. Es gibt im Unterschied zu den National Memorials keine offiziell entscheidende Stelle und keinen offiziellen Kriterienkatalog, welche Gedenkstätten United States Memorials sind und welche nicht.

## Liste der Denkmäler
- Der Nationalfriedhof Arlington (Arlington, Virginia), Gedenkfriedhof für die Kriegsgefallenen der Vereinigten Staaten
- Das Washington Monument (Washington, D.C., eingeweiht 1885), zu Ehren des ehemaligen Präsidenten George Washington
- Der National Memorial Arch im Valley Forge National Historical Park (1910), zu Ehren „der Offiziere und Soldaten der Kontinentalarmee“[1]
- Das Tomb of the Unknowns (Grabmal der Unbekannten) auf dem Nationalfriedhof Arlington, Virginia, eröffnet 1921, erinnert an die unidentifizierten toten Soldaten aller Kriege
- Das Lincoln Memorial (Washington, D.C., opened 1922), zu Ehren des ehemaligen Präsidenten Abraham Lincoln
- Das Mount Rushmore National Memorial (Keystone, South Dakota, eingeweiht 1925), zu Ehren der ersten 150 Jahre amerikanischer Geschichte, repräsentiert durch die Präsidenten George Washington, Thomas Jefferson, Theodore Roosevelt und Abraham Lincoln
- Das Jefferson National Expansion Memorial (St. Louis, Missouri, eröffnet 1935), im Gedenken an den Louisiana Purchase und die Besiedlung des amerikanischen Westens; Standort des Gateway Arch (Fertiggestellt im Jahr 1965)
- Das Jefferson Memorial (Washington, D.C., eröffnet 1943), zu Ehren des ehemaligen Präsidenten Thomas Jefferson
- Das USMC War Memorial (Arlington, Virginia, eröffnet 1954), zum Gedenken an alle Angehörigen des U.S. Marine Corps, die bei der Verteidigung der Vereinigten Staaten seit 1775 verstorben sind
- Das USS Arizona Memorial (Honolulu, Hawai‘i, eröffnet 1962), im Gedenken der amerikanischen Opfer des Angriffs auf Pearl Harbor
- Das Vietnam Veterans Memorial (Washington, D.C., eröffnet 1982), zu Gedenken der amerikanischen Kriegsopfer des Vietnamkrieges
- Das Vietnam Women’s Memorial (Washington, D.C., eröffnet 1993), in Erinnerung an die Frauen, meist Krankenschwestern, die im Vietnamkrieg gedient haben
- Das Patriots Point War Dog Memorial befindet sich an Bord des Flugzeugträgers Yorktown im Patriots Point Naval & Maritime Museum in Charleston (South Carolina). Es erinnert an die Verdienste der trainierten Militärhunde während der Kriege[2]
- Das Korean War Veterans Memorial (Washington, D.C., eröffnet 1995), im Gedenken der Frauen und Männer, die im Koreakrieg gedient haben
- Das Franklin Delano Roosevelt Memorial (Washington, D.C., eröffnet 2001), zu Ehren des ehemaligen Präsidenten Franklin Delano Roosevelt
- Das Oklahoma City National Memorial (Oklahoma City, Oklahoma, eröffnet 2001), im Gedenken der Toten und Verletzten des Bombenanschlags von Oklahoma City
- Das Liberty Memorial in Kansas City (Missouri), eröffnet 1926 (umgestaltet 2000), US-Nationaldenkmal und Museum für die Gefallenen des Ersten Weltkrieges
- Das National D-Day Memorial in Bedford (Virginia) (eröffnet 2001), in Erinnerung an die Gefallenen der Landung in der Normandie
- Das National World War II Memorial (Washington, D.C., eröffnet 2004), zu Ehren derer, die im Zweiten Weltkrieg gedient haben